# Duo des chats

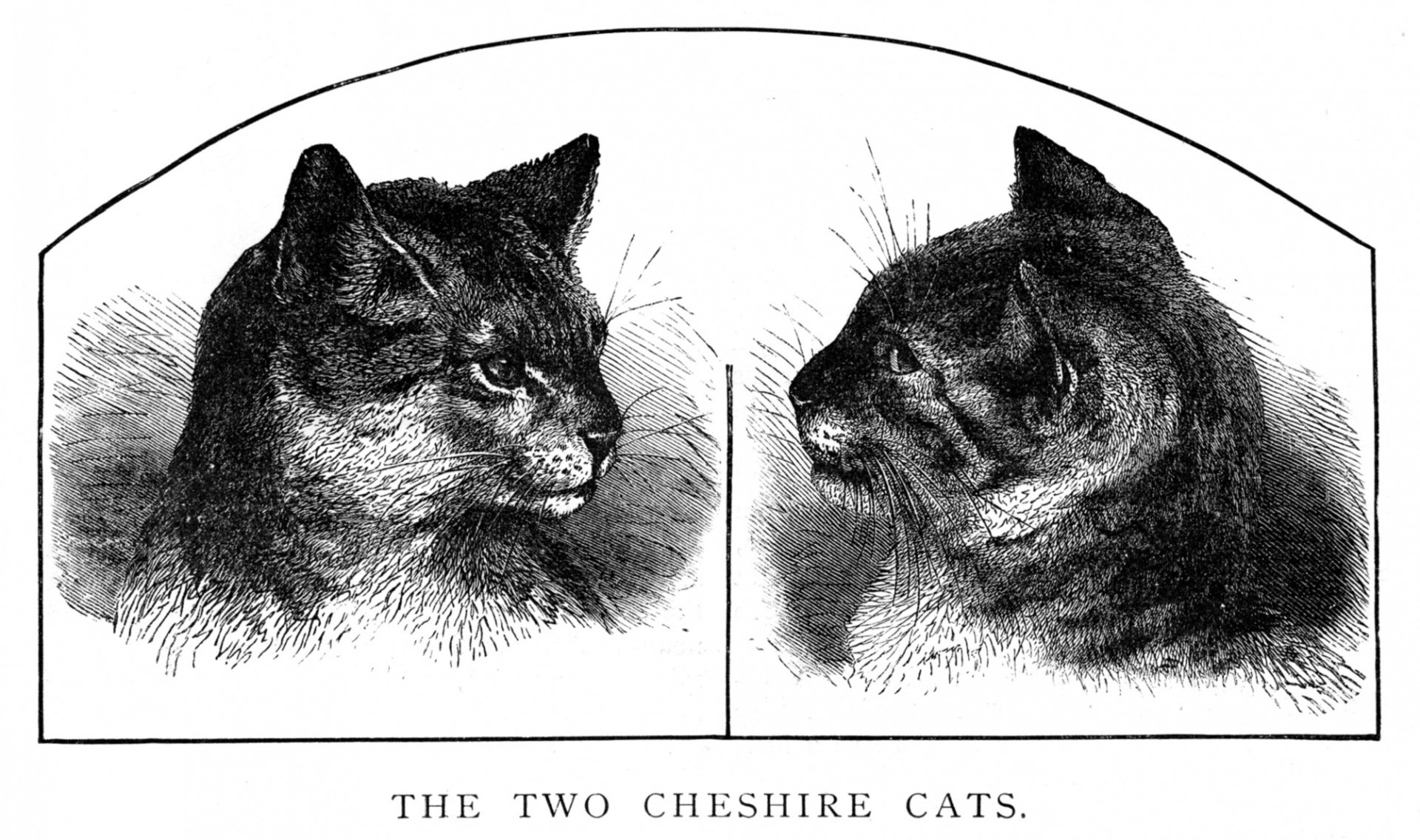
Dessin en noir et blanc de deux chats qui se regardent, par Kennet Kjell Johansson Hultman (1880).

Le Duo des chats (en italien :  Duetto buffo di due gatti, littéralement Duo humoristique de deux chats) est une pièce populaire pour deux sopranos, parodie d'un duo d'amour. Il est souvent joué en bis lors des concerts.

## Composition
Bien que cette pièce soit très généralement attribuée à Gioachino Rossini, elle n'a en fait pas été écrite par lui, mais consiste en une compilation écrite en 1825 reprenant, entre autres, des passages de son opéra de 1816 Otello.
L'auteur de la compilation est probablement le compositeur anglais Robert Lucas de Pearsall, qui utilisa à cette occasion son pseudonyme G.Berthold.

## Musique et paroles
La musique, dans l'ordre des apparitions provient de :
- La Katte-Cavatine du compositeur danois C.E.F. Weyse[3] ;
- Un extrait du duo No, non temer, serena, entre Otello et Iago dans l'acte 1 d’Otello ;
- Un extrait de la cabaletta de l'aria Ah, come mai non senti de l'acte 2 de la même œuvre, chanté par Rodrigo.

Les paroles consistent uniquement dans la répétition de l'onomatopée miaou, miaulement du chat.

## Enregistrements
Quelques albums contenant cette pièce :
- A Tribute to Gerald Moore, EMI Classics : Victoria de los Angeles (soprano), Elisabeth Schwarzkopf (soprano), Gerald Moore (piano), sorti en 2003, pièce titrée le Duo des chats (enregistrement de 1967 au Royal Festival Hall) ;
- Sweet Power of Song, EMI Classics : Felicity Lott (soprano), Ann Murray (mezzo-soprano), Graham Johnson (piano), sorti en 1990 ;
- Duets for Two Sopranos, BIS Records : Elisabeth Söderström (soprano) et Kerstin Meyer (mezzo-soprano), Jan Eyron (sv) (piano), sorti en 1992 ;
- Wir Schwestern Zwei, Wie Schönen, Nightingale : Edita Gruberova (soprano), Vesselina Kasarova (mezzo soprano), et Friedrich Haider (piano). Dernière plage : Katzen-Duett ;
- Von ganzem Herzen, Catalyst : Montserrat Caballé, Montserrat Martí, sorti en 1998.